# Jardin des papillons

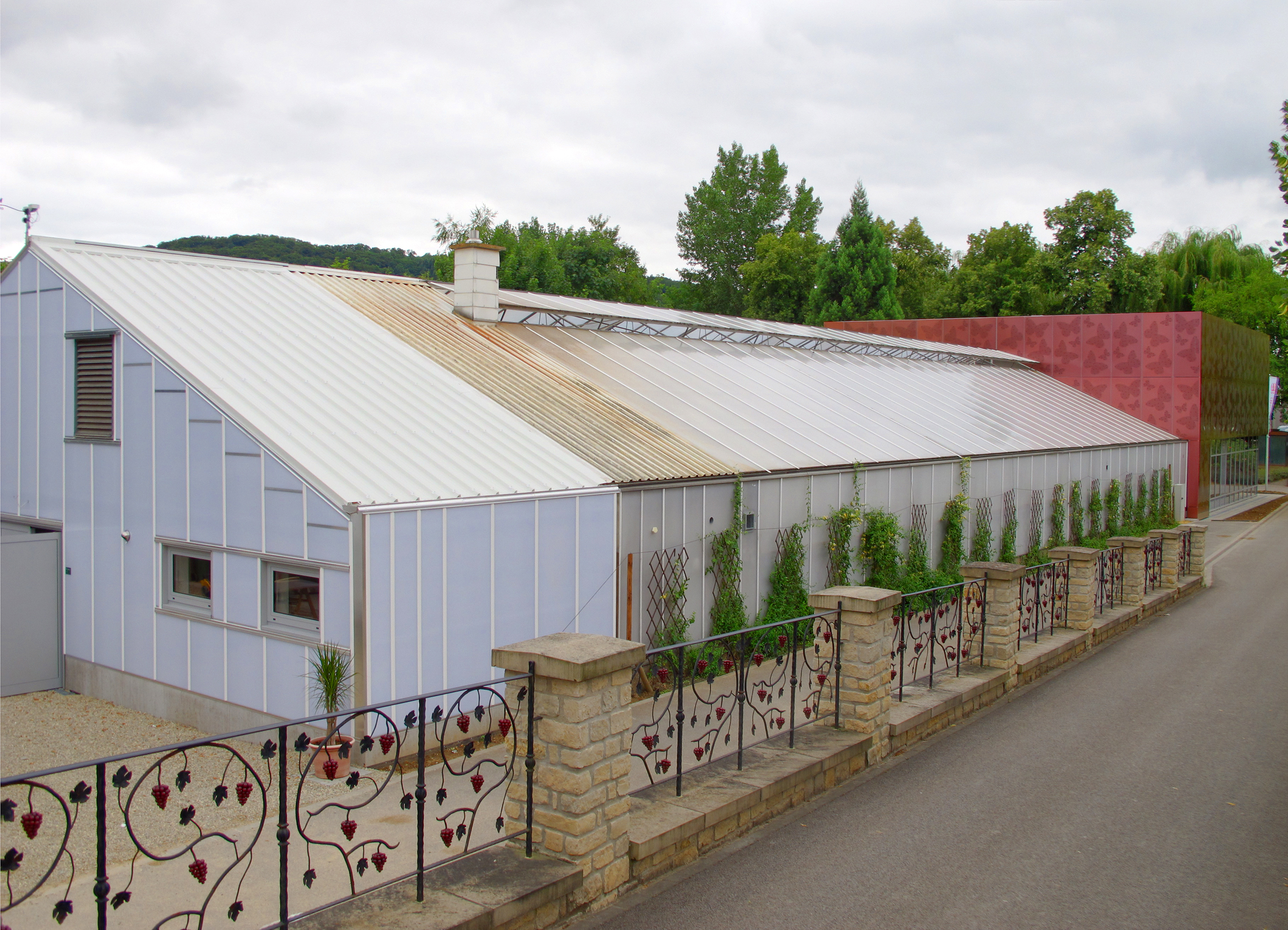
Le Päiperleksgaart Grevenmacher (2013)

Le Jardin des papillons est un insectarium avec des papillons à Grevenmacher, au Luxembourg, dans la rue de Trèves, qui a une superficie totale d'environ 600 m2.
Le jardin a été ouvert en 1989 par le domaine Bernard-Massard et géré par la famille Clasen. En 2011, il est repris par le groupe elisabeth en laissant la gestion à sa filiale Yolande Coop en tant qu'atelier protégé avec 6 emplois pour personnes handicapées. En 2013 le Jardin des Papillons entame une modernisation complète de ses bâtiments.